# Soureshjan
Soureshjan (persan : سورشجان) est une ville, chef-lieu du district de Laran situé dans la préfecture de Shahrekord dans la province du Tchaharmahal-et-Bakhtiari en Iran, à environ 20 km à l'ouest de Chahr-e Kord. 

## Population
Lors du recensement de 2006, la population de la ville était de 11 124 habitants répartis dans 2 604 familles. 